# Seydouba Maciré Camara
Pour les articles homonymes, voir Camara.
Seydouba Maciré Camara est un député et homme politique guinéen.
Député mars 2020 au 5 septembre 2021.

## Biographie
Député de de 2020 en 2021 de la dernière législature de mars 2020. Il est membre de la commission aménagement du territoire, de l’énergie et des transports  de la 9eme législative de la république de Guinée sous la présidence Alpha Condé,.